# فرودگاه ملالان
فرودگاه ملالان (به انگلیسی: Melalan Airport) (به زبان بومی: Bandar Udara Melalan) یک فرودگاه همگانی با کد یاتا MLK است که یک باند فرود آسفالت دارد و طول باند آن ۹۰۰ متر است. این فرودگاه در کشور اندونزی قرار دارد و در ارتفاع ۱۸۳ متری از سطح دریا واقع شده‌است.

## شرکت‌های هواپیمایی و مقصدهای پروازی
| شرکت‌های هواپیمایی | مقصدهای پروازی      |
| ----------------- | ------------------- |
| سوسی ایر          | داتاداوای، تمیندونگ |